# Paul Harvey

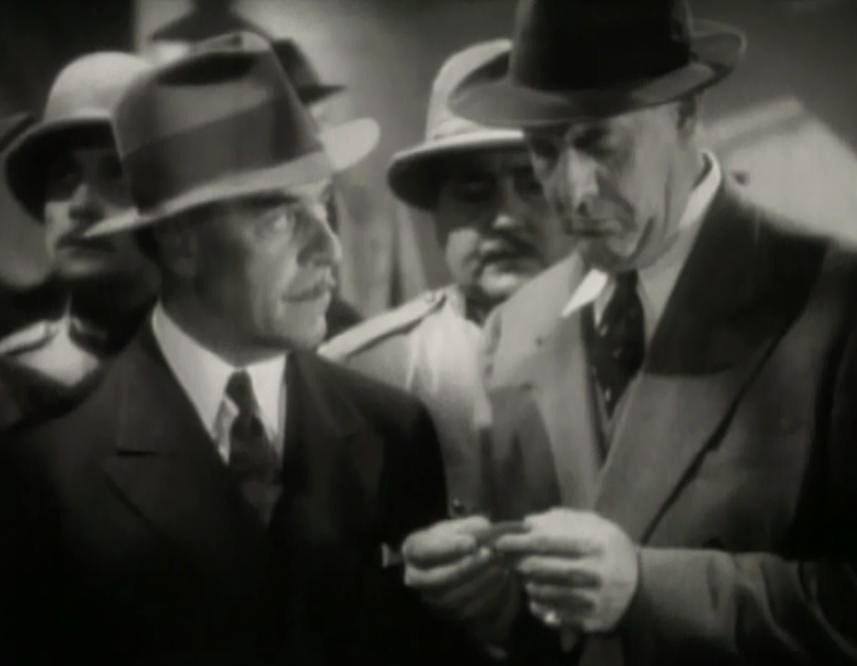
Walter Kingsford och Paul Harvey i filmen Algiers (1938).

Paul Harvey, född 10 september 1882 i Sandwich, Illinois, död 5 december 1955 i Los Angeles, Kalifornien, var en amerikansk skådespelare. Harvey var från 1910-talet aktiv som scenskådespelare och filmskådespelare. Särskilt under 1930-talet och 1940-talet medverkade han i många filmer, och då i regel alltid i biroller. Filmrollerna blev nära 200 och mot slutet av sitt liv medverkade han även i TV-produktioner.

## Filmografi i urval
- 1934 – Huset Rothschild
- 1934 – Sjungande schejken
- 1935 – Glada änkans millioner
- 1935 – Samhällets fiende no 1
- 1936 – Den förstenade skogen
- 1936 – Ett paradis för två
- 1937 – I storstaden
- 1937 – Den svarta ligan
- 1938 – Algiers
- 1938 – Mellan två valser
- 1938 – Miss America
- 1938 – Om jag vore kung
- 1939 – Charlie Chan i Honolulu
- 1940 – Skarpskytten i Arizona
- 1941 – En kvinna minns...
- 1941 – Ljuset bortom dimman
- 1941 – Sierra
- 1941 – Det kan ingen doktor hjälpa
- 1945 – Sydstataren
- 1945 – Trollbunden
- 1946 – Du ska' bli min!
- 1946 – En natt i Casablanca
- 1948 – Ring Northside 777
- 1949 – Alla tiders primus
- 1950 – Broadway Bill
- 1950 – Tre små ord
- 1950 – Brudens fader
- 1950 – Farlig väg
- 1951 – Morfar opp i dagen
- 1952 – Dollarflickan
- 1952 – April i Paris
- 1953 – Västerns vilda dotter